# Lily Hanbury

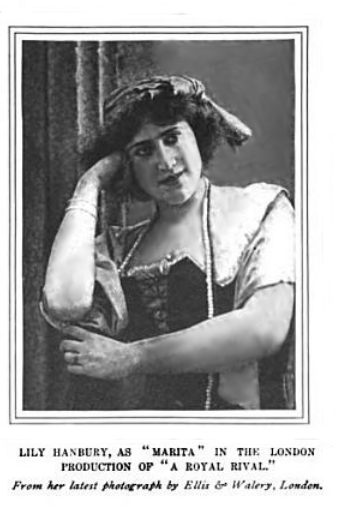
Lily Hanbury, 1901

Lily Hanbury, geborene Lilian Florence Alcock, (* 24. April 1874 in London; † 5. März 1908 ebenda) war eine britische Schauspielerin.

## Leben
Lily Hanbury, Tochter von Matthew Henry Alcock (* 1842) und dessen Ehefrau Elisabeth Davis (1844–1941), war die Schwester der Schauspielerin Hilda Hanbury. Gemeinsame Cousine war die Schauspielerin Julia Neilson.
Lily Hanbury trat in zahlreichen Bühnenrollen auf und war zeitweise Mitglied von Herbert Beerbohm Trees Theatertruppe. Ihr Bühnendebüt hatte sie 1888 am Savoy Theatre in Pygmalion und Galatea (William Schwenck Gilbert). Weitere erwähnenswerte Rollen waren zum Beispiel die der „Julia“ in Richard Brinsley Sheridans Stück The Rivals, die der „Petra“ in Henrik Ibsens An Enemy of the People und in den Shakespeare-Tragödien Julius Caesar die der „Calpurnia“ sowie in Hamlet die „Ophelia“. Einer ihrer persönlich größten Erfolge war Darbietung als „Lady Noeline Belturbet“ in Arthur Wing Pineros Stück The Amazons, das im Royal Court Theatre von der Uraufführung am 7. März bis zum 8. Juli 1893 111-mal aufgeführt wurde. 1905 heiratete sie Herbert Guedella. Ihre erfolgreiche Schauspielkarriere gab sie infolge eines Nervenzusammenbruchs dann auf.
Sie starb an den Folgen der Geburt ihres Kindes. Die Andacht erfolgte in der Londoner Zentralsynagoge, die Beisetzung der Urne auf dem jüdischen Friedhof in Willesden. Enkelkinder sind unter anderem Edward und James Fox, Urenkel Freddie, Emilia und Laurence Fox.

## Trivia
Einem Bericht der Londoner Zeitung The Wheelwoman & Society Cycling News vom 14. August 1897 ist zu entnehmen, dass sie und ihre Schwester an der Empire Cycle School am Tavistock Place das Fahrradfahren erlernten, was zur damaligen Zeit bei Frauen erwähnenswert war.